# Sonikacja
Sonikacja – używanie ultradźwięków w celu:
- fragmentacji błon komórkowych i uwolnienia zawartości komórki
- fragmentacji nici DNA (powstałe w ten sposób fragmenty mają przypadkową długość)
- dyspergowania nano- lub mikrocząstek w roztworze